# أوبن-فلو
أوبن-فلو ( OpenFlow ) هو بروتوكل اتصالات يتيح عملية التواصل ما بين مستوى البيانات the Data plane or forwarding plane و مستوى التحكم the Control plane ، خصوصاً في الشبكات المعرفة بالبرمجيات.

## الوصف العام
يمكن أوبن-فلو أجهزة التحكم the control plane من التحكم عن بعد لتحديد مسار حزم الشبكة من خلال شبكة من أجهزة التوزيع Switches. ينصح بتنصيب اثنين على الأقل من وحدات التحكم حيث الأول يعد أساسياً والثاني كجهاز احتياطي في حال تعثر الأول.

## التاريخ
تعتبر مؤسسة الشبكات المفتوحة Open Network Foundation ، منظمة يقودها المستخدمون لتطوير وتبني الشبكات المعرفة بالبرمجيات، المسؤول عن وضع وإدارة المعايير لبروتوكول أوبن-فلو.

### مراحل التطوير
صدر الإصدار 1.1 من بروتوكول OpenFlow في 28 فبراير 2011، وتم تطوير معاييره من قبل مؤسسة الشبكات المفتوحة OpenFlow Open Networking Foundation. في ديسمبر 2011، وافق المجلس لإطلاق الإصدار 1.2 ونشره في فبراير 2012. أما الإصدار الحالي من OpenFlow فهو 1.4.